# Dagmar Frýbortová
Dagmar Frýbortová (10. srpna 1925, Praha – 18. května 2012, Praha) byla česká herečka.

## Životopis
V patnácti letech se zapsala do rejstříku komparzistů pro český film. V době Protektorátu Čechy a Morava se objevila v několika drobných rolích např. Prosím, pane profesore (1940), Rukavička (1941), Modrý závoj (1941), Velká přehrada (1942).
Zároveň studovala i Pražskou konzervatoř a brala soukromé hodiny u Loly Skrbkové, což jí umožnilo ještě před koncem války vystoupit ve větších filmových rolích např. Čtrnáctý u stolu (1943).
Po druhé světové válce hrála v Divadle Voskovce a Wericha, od roku 1949 pak krátce v Divadle hudby. V těchto letech také dostala větší příležitosti ve filmu a dodnes si ji můžeme připomínat v Posledním mohykánovi (1947) nebo v Hostinci U kamenného stolu (1948).
Vývoj její slibně se rozvíjející kariéry přerušil komunistický převrat v roce 1948, Její otec byl uvězněn a jí bylo znemožněno další veřejné vystupování, dokonce nemohla vystupovat ani jako manekýnka. V Divadle hudby pak pracovala krátce jako uvaděčka a v roce 1951 se naposledy mihla v budovatelské komedii Štika v rybníce. Poté se provdala za architekta Václava Kopeckého, věnovala se rodině a do důchodu pracovala jako úřednice ve Strojexportu.
Dagmar Frýbortová dožila na Vinohradech a je pohřbena na Olšanských hřbitovech.